# ویلیام استوارت هالستد
ویلیام استوارت هالستِد (انگلیسی: William Stewart Halsted؛ ۲۳ سپتامبر ۱۸۵۲ – ۷ سپتامبر ۱۹۲۲) جراح اهل ایالات متحده آمریکا بود. او بر تکنیک آسپتیک در جراحی پای می‌فشرد و متخصص چندین روش بدیع در جراحی از جمله ماستکتومی رادیکال برای سرطان پستان بود. او همچنین یکی از چهار بنیانگذار اصلی بیمارستان جانز هاپکینز بود.